# Philocalus succinctus
Philocalus succinctus is een keversoort uit de familie mierkevers (Cleridae). De wetenschappelijke naam van de soort is voor het eerst geldig gepubliceerd in 1842 door Klug.